# 阿含部 (大正蔵)
阿含部（あごんぶ）とは、大正新脩大蔵経において、『阿含経』に関連する仏典をまとめた領域のこと。
パーリ語経典における経蔵五部の内の前4部（長部・中部・相応部・増支部）に概ね対応する。
第1番目の部であり、収録されている経典ナンバーは1から151まで。巻数では1 - 2巻に相当する。

## 構成

### 巻別
- 阿含部（上）第1巻 - No.1-98
- 阿含部（下）第2巻 - No.99-151

### 詳細
阿含部（上）第1巻 - No.1-98
- 1.『長阿含経』
- 2.『七仏経』
- 3.『毘婆尸仏経』
- 4.『七仏父母姓字経』
- 5.『仏般泥洹経』
- 6.『般泥洹経』
- 7.『大般涅槃経』
- 8.『大堅固婆羅門縁起経』
- 9.『人仙経』
- 10.『白衣金幢二婆羅門縁起経』
- 11.『尼拘陀梵志経』
- 12.『大集法門経』
- 13.『長阿含十報法経』
- 14.『人本欲生経』
- 15.『帝釈所問経』
- 16.『尸迦羅越六方礼経』
- 17.『善生子経』
- 18.『信仏功徳経』
- 19.『大三摩惹経』
- 20.『仏開解梵志阿颰経』
- 21.『梵網六十二見経』
- 22.『寂志果経』
- 23.『大楼炭経』
- 24.『起世経』
- 25.『起世因本経』
- 26.『中阿含経』
- 27.『七知経』
- 28.『園生樹経』
- 29.『鹹水喩経』
- 30.『薩鉢多酥哩踰捺野経』
- 31.『一切流摂守因経』
- 32.『四諦経』
- 33.『恒水経』
- 34.『法海経』
- 35.『海八徳経』
- 36.『本相猗致経』
- 37.『縁本致経』
- 38.『輪王七宝経』
- 39.『頂生王故事経』
- 40.『文陀竭王経』
- 41.『頻婆娑羅王経』
- 42.『鉄城泥犁経』
- 43.『閻羅王五天使者経』
- 44.『古来世時経』
- 45.『大正句王経』
- 46.『阿那律八念経』
- 47.『離睡経』
- 48.『是法非法経』
- 49.『求欲経』
- 50.『受歳経』
- 51.『梵志計水浄経』
- 52.『大生義経』
- 53.『苦陰経』
- 54.『釈摩男本四子経』
- 55.『苦陰因事経』
- 56.『楽想経』
- 57.『漏分布経』
- 58.『阿耨風経』
- 59.『諸法本経』
- 60.『瞿曇弥記果経』
- 61.『受新歳経』
- 62.『新歳経』
- 63.『解夏経』
- 64.『瞻婆比丘経』
- 65.『伏婬経』
- 66.『魔嬈乱経』
- 67.『弊魔試目連経』
- 68.『頼吒惒羅経』
- 69.『護国経』
- 70.『数経』
- 71.『梵志頞波羅延問種尊経』
- 72.『三帰五戒慈心厭離功徳経』
- 73.『須達経』
- 74.『長者施報経』
- 75.『仏為黄竹園老婆羅門説学経』
- 76.『梵摩渝経』
- 77.『尊上経』
- 78.『兜調経』
- 79.『鸚鵡経』
- 80.『仏為首迦長者説業報差別経』
- 81.『分別善悪報応経』
- 82.『意経』
- 83.『応法経』
- 84.『分別布施経』
- 85.『息諍因縁経』
- 86.『泥犁経』
- 87.『斎経』
- 88.『優陂夷堕舎迦経』
- 89.『八関斎経』
- 90.『鞞摩粛経』
- 91.『婆羅門子命終愛念不離経』
- 92.『十支居士八城人経』
- 93.『邪見経』
- 94.『箭喩経』
- 95.『蟻喩経』
- 96.『治意経』
- 97.『広義法門経』
- 98.『普法義経』

阿含部（下）第2巻 - No.99-151
- 99.『雑阿含経』
- 100.『別訳雑阿含経』
- 101.『雑阿含経』
- 102.『五蘊皆空経』
- 103.『聖法印経』
- 104.『法印経』
- 105.『五陰譬喩経』
- 106.『水沫所漂経』
- 107.『不自守意経』
- 108.『満願子経』
- 109.『転法輪経』
- 110.『三転法輪経』
- 111.『相応相可経』
- 112.『八正道経』
- 113.『難提釈経』
- 114.『馬有三相経』
- 115.『馬有八態譬人経』
- 116.『戒徳香経』
- 117.『戒香経』
- 118.『鴦掘摩経』
- 119.『鴦崛髻経』
- 120.『央掘魔羅経』
- 121.『月喩経』
- 122.『波斯匿王太后崩塵土坌身経』
- 123.『放牛経』
- 124.『縁起経』
- 125.『増一阿含経』
- 126.『阿羅漢具徳経』
- 127.『四人出現世間経』
- 128.『須摩提女経』
- 129.『三摩竭経』
- 130.『給孤長者女得度因縁経』
- 131.『婆羅門避死経』
- 132.『食施獲五福報経』
- 133.『頻毘娑羅王詣仏供養経』
- 134.『長者子六過出家経』
- 135.『力士移山経』
- 136.『四未曾有法経』
- 137.『舎利弗摩訶目連遊四衢経』
- 138.『十一想思念如来経』
- 139.『四泥犁経』
- 140.『阿那邠邸化七子経』
- 141.『阿速達経』
- 142.『玉耶女経』
- 143.『玉耶経』
- 144.『大愛道般泥洹経』
- 145.『仏母般泥洹経』
- 146.『舎衛国王夢見十事経』
- 147.『舎衛国王十夢経』
- 148.『国王不梨先泥十夢経』
- 149.『阿難同学経』
- 150A.『七処三観経』(計47経)
- 150B.『九横経』
- 151.『阿含正行経』